# Neolimnophila perreducta
Neolimnophila perreducta är en tvåvingeart som beskrevs av Alexander 1935. Neolimnophila perreducta ingår i släktet Neolimnophila och familjen småharkrankar. Inga underarter finns listade i Catalogue of Life.